# Sainte-Anne-sur-Vilaine
Sainte-Anne-sur-Vilaine è un comune francese di 1 012 abitanti situato nel dipartimento dell'Ille-et-Vilaine nella regione della Bretagna.

## Società

### Evoluzione demografica
Abitanti censiti